# 1871 en arts plastiques
| Années des arts plastiques : 1868 - 1869 - 1870 - 1871 - 1872 - 1873 - 1874    |
| Décennies des arts plastiques : 1840 - 1850 - 1860 - 1870 - 1880 - 1890 - 1900 |

Cette page concerne l'année 1871 en arts plastiques.

## Œuvres

Arrangement en Noir et Gris, de Whistler

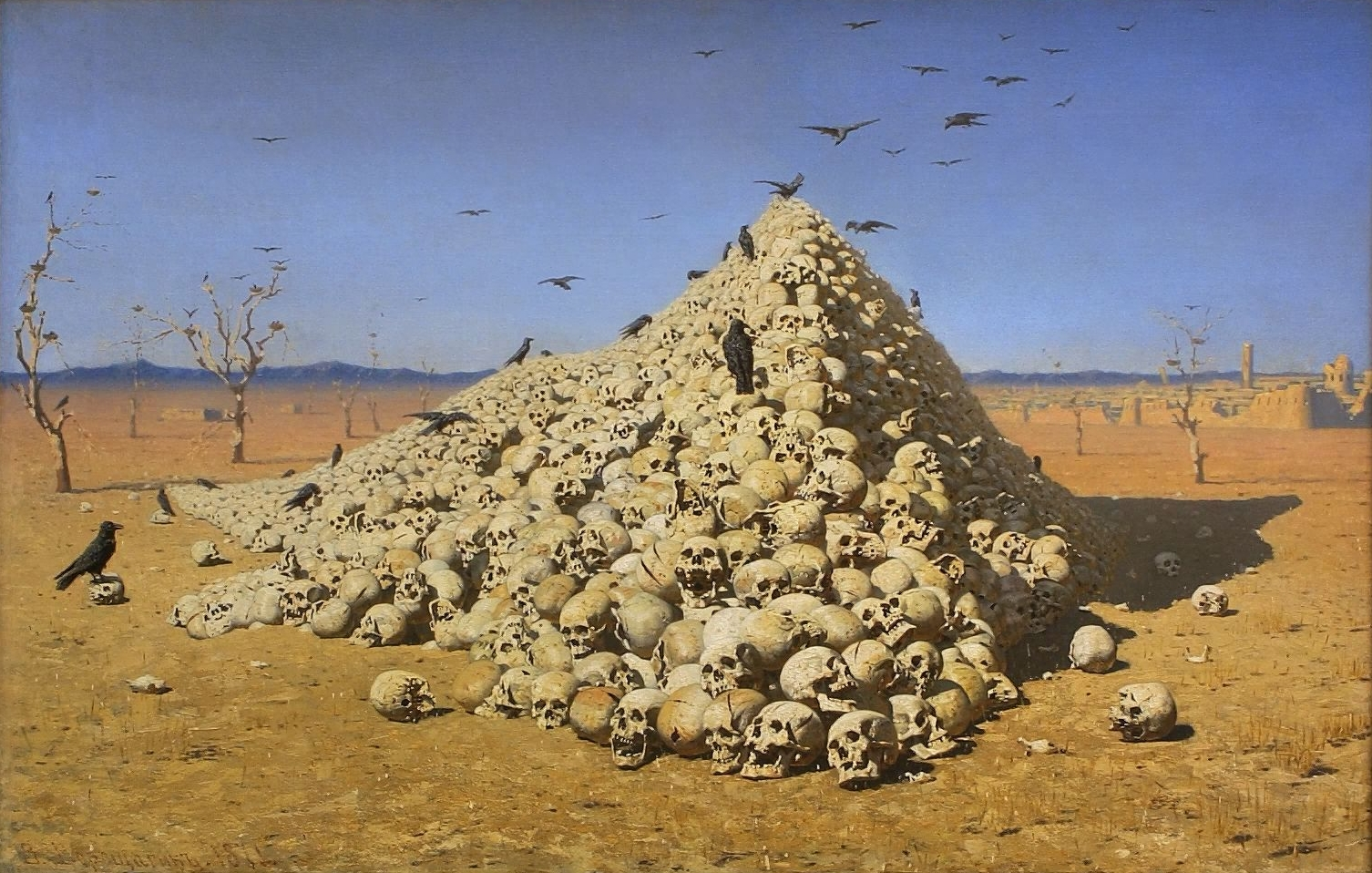
L’Apothéose de la guerre, peinture de Vassili Verechtchaguine.

- L'Énigme, huile sur toile de Gustave Doré.
- Les freux sont de retour, huile sur toile d'Alekseï Savrassov.

## Naissances
- 2 janvier : Takahashi Hiroaki, peintre japonais († 11 février 1945),
- 4 janvier : Abel Villard, peintre et industriel français († 16 février 1969),
- 6 janvier : Camille Boiry, peintre français († 10 octobre 1954),
- 17 janvier : Paul Paquereau, décorateur de théâtre et peintre français († 1950),
- 19 janvier : Lucie Rogues, peintre française († 14 mars 1965),
- 20 janvier : Nicolas Tarkhoff, peintre russe puis soviétique († 5 juin 1930),
- 25 janvier : Robert Hénard, écrivain, peintre et illustrateur français († septembre 1940),
- 3 février : Georges Ripart, peintre, dessinateur, illustrateur et graveur français († ?),
- 14 février : Léonce de Joncières, peintre, aquarelliste, illustrateur et poète français († 4 mars 1952),
- 25 février : René Hanin, peintre français († 6 août 1943),
- 15 mars : André des Gachons, peintre français († 13 juillet 1951),
- 16 mars : Mykola Bouratchek, peintre impressionniste et pédagogue russe puis soviétique († 12 août 1942),
- 18 mars :
  - Achille Beltrame, peintre et illustrateur italien († 19 février 1945),
  - Marie Duhem, peintre française († 9 juillet 1918),
- 26 mars : André Hellé pseudonyme d'André Laclôtre, peintre, illustrateur et lithographe français († 29 décembre 1945),
- 31 mars : Nicolae Petrescu-Găină, caricaturiste roumain († 15 février 1931),
- 1er avril : René Lelong, illustrateur et peintre français († 7 août 1933),
- 4 avril : François Zbinden, peintre suisse († 23 décembre 1936),
- 10 avril : Mathilde Delattre, peintre et aquarelliste française († 1er mai 1950),
- 11 avril : Theodor Pallady, peintre roumain († 16 août 1956),
- 13 avril : Iakov Mintchenkov, peintre russe puis soviétique († 18 mai 1938),
- 14 avril : Auguste Leroux, peintre et illustrateur français († 26 mars 1954),
- 15 avril : Paul Guignebault, peintre, dessinateur et graveur français († 1er avril 1931),
- 1er mai : Albert-Georges Bessé, graveur et peintre français († 31 décembre 1958),
- 12 mai : Adolphe Gaussen, peintre français († 2 juin 1957),
- 17 mai :
  - Anna Ostroumova-Lebedeva, graveuse, peintre et graphiste russe puis soviétique († 5 mai 1955),
  - Robert Sallès, peintre et illustrateur français († 21 novembre 1929),
- 18 mai :
  - Édouard Henry-Baudot, peintre et graveur postimpressionniste français († 2 février 1952),
  - Ipolit Strâmbu, peintre roumain († 31 octobre 1934),
- 26 mai : Léon Printemps, peintre français († 9 juillet 1945),
- 27 mai : Georges Rouault, peintre français († 13 février 1958),
- 4 juin : Louis Soutter, peintre, dessinateur, violoniste suisse († 20 février 1942),
- 8 juin : Carl August Liner, peintre suisse († 20 mars 1946),
- 13 juin : Jean Plumet, peintre et dessinateur français († 1939),
- 14 juin : Camillo Innocenti, peintre italien († 4 janvier 1961),
- 20 juin : Louis Delfau, peintre français († 14 septembre 1937),
- 13 juillet : Emmanuel Templeux, peintre français († 10 avril 1957),
- 17 juillet : Lyonel Feininger, peintre et caricaturiste germano-américain († 13 janvier 1956),
- 18 juillet : Giacomo Balla, peintre italien († 1er mars 1958),
- 1er août : Ernest Azéma, peintre français († 21 décembre 1917),
- 2 août : Wilhelm Altheim, peintre allemand († 25 décembre 1914),
- 18 août : Johannes Josephus Aarts, peintre, illustrateur, lithographe, aquafortiste, écrivain, professeur et concepteur de couverture de livre néerlandais († 19 octobre 1934),
- 29 août : Jack Butler Yeats, peintre, illustrateur et auteur de bande dessinée irlandais († 28 mars 1957),
- 30 août : Émile Brunet, peintre français († 20 septembre 1943),
- 9 septembre : Abel Bertram, peintre français († 3 août 1954),
- 10 septembre : Jacques Camoreyt, peintre, graveur et illustrateur français († 22 avril 1963),
- 17 septembre : Edgard Maxence, peintre symboliste français († 31 juillet 1954),
- 21 septembre : Joseph Marius Jean Avy, peintre de genre, paysages, décoration murales, pastelliste et illustrateur français († 1939),
- 30 septembre : Victor-Joseph Roux-Champion, peintre, graveur, céramiste et illustrateur français († 7 décembre 1953),
- 3 octobre : Edwin Ganz, peintre belge d'origine suisse († 20 août 1948),
- 6 octobre : Jules Agard, peintre et sculpteur français († novembre 1943),
- 9 octobre : Albert Guilloux, peintre et sculpteur français († 30 novembre 1952),
- 15 octobre : Thamine Tadama-Groeneveld, peintre néerlandaise († 4 mars 1938),
- 3 novembre : Max Silbert, peintre français d'origine russe († 17 janvier 1940),
- 7 novembre :
  - Florane, peintre, dessinateur et illustrateur français († 17 octobre 1939),
  - Jean-Baptiste Vettiner, peintre et graveur français († 9 juin 1935),
- 14 novembre : Lucien-Victor Guirand de Scévola, peintre, dessinateur et illustrateur français († 29 mars 1950),
- 22 novembre : Georges Manzana-Pissarro, peintre et graveur français († 20 janvier 1961),
- 28 novembre : Horace Richebé, peintre français († 14 novembre 1958),
- 29 novembre : Max Silbert, peintre français d'origine russe († 1937),
- 12 décembre : Maurice Millière, peintre, illustrateur et lithographe français († 5 avril 1946),
- 13 décembre : Emily Carr, peintre canadienne († 2 mars 1945),
- ? :
  - Gustave Barrier, peintre français († 1953),
  - Pierre Alexandre Belladen, peintre français († 1920),
  - Victor Boner, peintre de marines français († 1951),
  - Pierre Arthur Foäche, peintre et affichiste français († 1967),
  - Hugo Lehmann, peintre pastelliste allemand († 1941),
  - Giulio Romano Vercelli, peintre italien († 1951).

## Décès
- 2 janvier : Septime Le Pippre, peintre, aquarelliste et militaire français (° 13 février 1833),
- 5 janvier : Victor Vincelet, peintre français (° 29 septembre 1839),
- 12 janvier : Tommaso Minardi, peintre italien (° 4 décembre 1787),
- 18 janvier : Constant Mongé-Misbach, peintre d'histoire français (° 5 janvier 1806),
- 19 janvier :  Henri Regnault, peintre français (° 31 octobre 1843),
- 1er février : Nicolas Henri Jacob, peintre, dessinateur et lithographe français (° 6 juin 1782),
- 16 février : Philippe-Jacques van Bree, peintre belge (° 1er janvier 1786),
- 19 février : Alphonse Hippolyte Joseph Leveau, peintre français (° 7 août 1815),
- 20 février :
  - Victor Giraud, peintre français (° 12 janvier 1840),
  - Tito Marzocchi de Bellucci, peintre français d'origine italienne (° 25 juin 1801),
- 24 février : Théodore Caruelle d'Aligny, peintre français (° 24 janvier 1798),
- 26 février : Sophia Peabody, peintre et illustratrice américaine (° 21 septembre 1809),
- 2 mars : Léon Morel-Fatio, peintre de la marine et homme politique français (° 17 janvier 1810),
- 3 mars : Michael Thonet, dessinateur de meubles autrichien (° 2 juillet 1796),
- 28 mars : Zéphirin Belliard, lithographe et miniaturiste français (° 16 février 1798),
- 30 mars : Marko Pernhart, peintre et dessinateur autrichien (° 6 juillet 1824),
- 4 avril : Peter von Hess, peintre allemand (° 29 juillet 1792),
- 19 avril : Gustav Jäger, peintre allemand (° 12 juillet 1808),
- 24 avril : Karl Girardet, peintre, graveur et illustrateur français (° 13 mai 1813),
- 27 avril : Alexandre Laemlein, peintre, graveur et lithographe français d'origine allemande (° 9 décembre 1813),
- 21 mai : Saro Cucinotta, graveur italien (° 18 septembre 1830),
- 2 septembre : Josef von Hempel, peintre autrichien (° 9 février 1800),
- 7 septembre : Pierre-Jules Jollivet, peintre d'histoire et de genre et lithographe français (° 26 juin 1794),
- 13 septembre : Édouard Bertin, peintre et journaliste français (° 7 octobre 1797),
- 16 octobre : Théodore Fourmois, paysagiste, peintre de scènes de genre, aquarelliste, dessinateur et graveur belge (° 14 octobre 1814),
- 2 décembre : Frédéric Legrip, peintre et lithographe français (° 5 septembre 1817),
- 7 décembre : Wilhelm Steuerwaldt, peintre allemand (° 1er septembre 1815),
- 9 décembre : Josef Mánes, peintre austro-hongrois (° 12 mai 1820),
- Date précise inconnue ou non renseignée :
  - Joseph François Paris, peintre et graveur français d'origine italienne (° 4 février 1784).